# 군위 법주사 오층석탑
군위 법주사 오층석탑(軍威 法住寺 五層石塔)은 대한민국 대구광역시 군위군 소보면 달산리, 법주사에 있는 오층석탑이다. 1985년 8월 5일 경상북도의 문화재자료 제27호로 지정되었다.

## 개요
법주사내의 보광명전 앞에 서 있는 탑으로, 원래는 2층 기단(基壇) 위에 5층의 탑신(塔身)을 올린 모습이었을 것이나, 현재는 위층 기단과 탑신의 4층 몸돌·지붕돌이 없는 상태이다.
탑신은 1층 몸돌에 비해 2층 몸돌이 급격히 줄어들었고, 그 이상의 몸돌은 크기가 거의 줄지 않았다. 1·2·3층 몸돌에는 모서리마다 기둥 모양을 새겼고, 특히 1층 몸돌 남쪽면에는 문모양과 글씨를 새겨 놓았다. 지붕돌은 낙수면이 깊이 패이고 네 귀퉁이가 살짝 치켜올라가 우아한 곡선을 그린다. 그러나 5층만은 몸돌에 기둥 모양을 새기지 않았고, 지붕돌의 곡선도 밋밋하다. 꼭대기에는 머리장식들을 차례대로 얹어 놓았다.
고려시대에 세운 탑으로, 일부 석재를 잃어버려 본래의 모습을 알 수 없음이 아쉬울 따름이다.

## 같이 보기
- 법주사

## 참고 자료
- 법주사오층석탑 - 국가유산청 국가유산포털